# Арылах (Тюбяй-Жарханский наслег)
Арыла́х (якут. Арыылаах) — село в Сунтарском улусе Республики Саха (Якутия) России. Административный центр Тюбяй-Жарханского наслега.

## География
Село находится в юго-западной части Якутии, на правом берегу реки Вилюй, на расстоянии примерно 91 км (по прямой) к северу от села Сунтар, административного центра улуса. Абсолютная высота — 120 м над уровнем моря.
Климат
Климат характеризуется как резко континентальный. Средняя температура воздуха самого тёплого месяца (июля) составляет 17-18 °C; самого холодного (января) — −34 − −50 °C. Среднегодовое количество атмосферных осадков составляет 250—300 мм.
Часовой пояс
Село Арылах находится в часовой зоне МСК+6. Смещение применяемого времени относительно UTC составляет +9:00.

## Население
| 2002 | 2010 | 2021 |
| ---- | ---- | ---- |
| 643  | ↘626 | ↘478 |

Половой состав
По данным Всероссийской переписи населения 2010 года в гендерной структуре населения мужчины составляли 49,2 %, женщины — соответственно 50,8 %.
Национальный состав
Согласно результатам переписи 2002 года, в национальной структуре населения якуты составляли 98 % из 643 чел.

## Улицы
| - пер. В. Ивановой, - пер. Октябрьский, - пер. Северный, - пер. Школьный, - пер. Южный, | - ул. Ленина, - ул. Лесная, - ул. М. Михайлова, - ул. Н. Николаева, - ул. Новая, | - ул. П. Данилова, - ул. Почтовая, - ул. С. Зверева, - ул. Центральная. |